# Cappella La Vergine del Bosco
La Vergine del Bosco è un edificio religioso situato nei pressi di San Martino alla Palma, frazione di Scandicci.

## Storia
La cappella fu costruita nel Settecento
dai Nerli tra i boschi della zona per adempiere forse ad un voto e dedicandola alla Vergine; da questa iniziativa la zona prese il nome di Vergine del Bosco, col quale è conosciuta tutt'oggi.
Nelle vicinanze era presente un palazzo detto di Farneto (oggi scomparso) posseduto dagli stessi Nerli fino al XVII secolo; l'edificio venne acquistato dai Pecori, poi passò ai Bianchi e ai Sorelli nel 1734.
La cappella oggi è sconsacrata.